# شياطين إلى الأبد (فلم)
شياطين إلى الأبد هو فيلم كوميدي مصري عرض عام 1974، بطولة عادل إمام وفاروق يوسف وصفاء أبو السعود وحياة قنديل، ومن إخراج محمود فريد.

## قصة الفيلم
فخراني وكمال طالبان يريدان الزواج من فاتن وفريال، لكن والدهما الشاويش مغاوري الذي يعمل في المطافئ، يرفض لأن تاريخ العائلة العسكري يحتم زواجهما من عسكريين، ولذلك يلتحق فخراني وكمال بمعهد أمناء الشرطة بعد الحصول على الثانوية العامة ولأن مدة الدراسة قصيرة يوافق الأب على زواج ابنتيه، تخطف إحدى العصابات جلال ابن مغاوري الأصغر، ولا بد من العثور عليه قبل إتمام الزواج، تدور مطاردات مع عصابات النشل، ينجح فخراني وكمال في القبض على العصابة حيث يمارسان عملهما كرجلي شرطة، وتتم استعادة الابن جلال، وتقام الأفراح.

## طاقم التمثيل
- عادل إمام: (فخراني)
- فاروق يوسف: (كمال)
- صفاء أبو السعود: (فاتن)
- حياة قنديل: (فريال)
- محمد رضا: (الشاويش مغاوري)
- نبيلة السيد: (سمكة - زوجة مغاوري)
- نجوى فؤاد: (غزالة - صاحبة القهوة)
- مظهر أبو النجا: (مهران)
- أحمد الحداد: (زغلول)
- محمد صبيح: (الحاوي برق)
- محمود التوني: (حسونة - عسكري المطافئ)
- أحمد نبيل: (إبراهيم - عسكري المطافئ)
- إبراهيم سعفان: (بركات - الجار)
- سيد عبد العزيز: (الأمين - شاويش المعهد)
- مدحت جمال: (الطفل جلال مغاوري)
- دينا عبد الله: (الطفلة سوسن بركات)
- عبد الغني النجدي: (الخضري)
- حسن أنيس: (مدير المعهد)
- سيد إبراهيم: (إبراهيم - طباخ المعهد)
- قدرية كامل: (السيدة العجوز)
- نصر سيف: (سلومة الأقرع)
- حسان اليماني: (زوج ماجدة)
- مطاوع عويس: (سائق التاكسي)
- صالح الإسكندراني: (سيد - البواب)
- بهاء عبد الحميد: (مدرب الملاكمة)
- سامية محسن: (الخادمة)
- محمد أبو حشيش: (حارس بوابة المعهد)
- محمد الرملي
- لطفي الضيف

## فريق العمل
- إخراج: محمود فريد
- قصة: كمال زكريا
- سيناريو وحوار: بهجت قمر
- مدير التصوير: فيكتور أنطون
- مونتاج: حسين أحمد
- إنتاج: أفلام جمال الليثي
- توزيع داخلي: أفلام جمال الليثي
- توزيع خارجي: المتحدة للسينما
- تأليف الأغاني: فتحي قورة
- ألحان الأغاني: حلمي أمين